# Venusia lineata
Venusia lineata är en fjärilsart som beskrevs av Alfred Ernest Wileman 1916. Venusia lineata ingår i släktet Venusia och familjen mätare. Inga underarter finns listade i Catalogue of Life.

## Bildgalleri

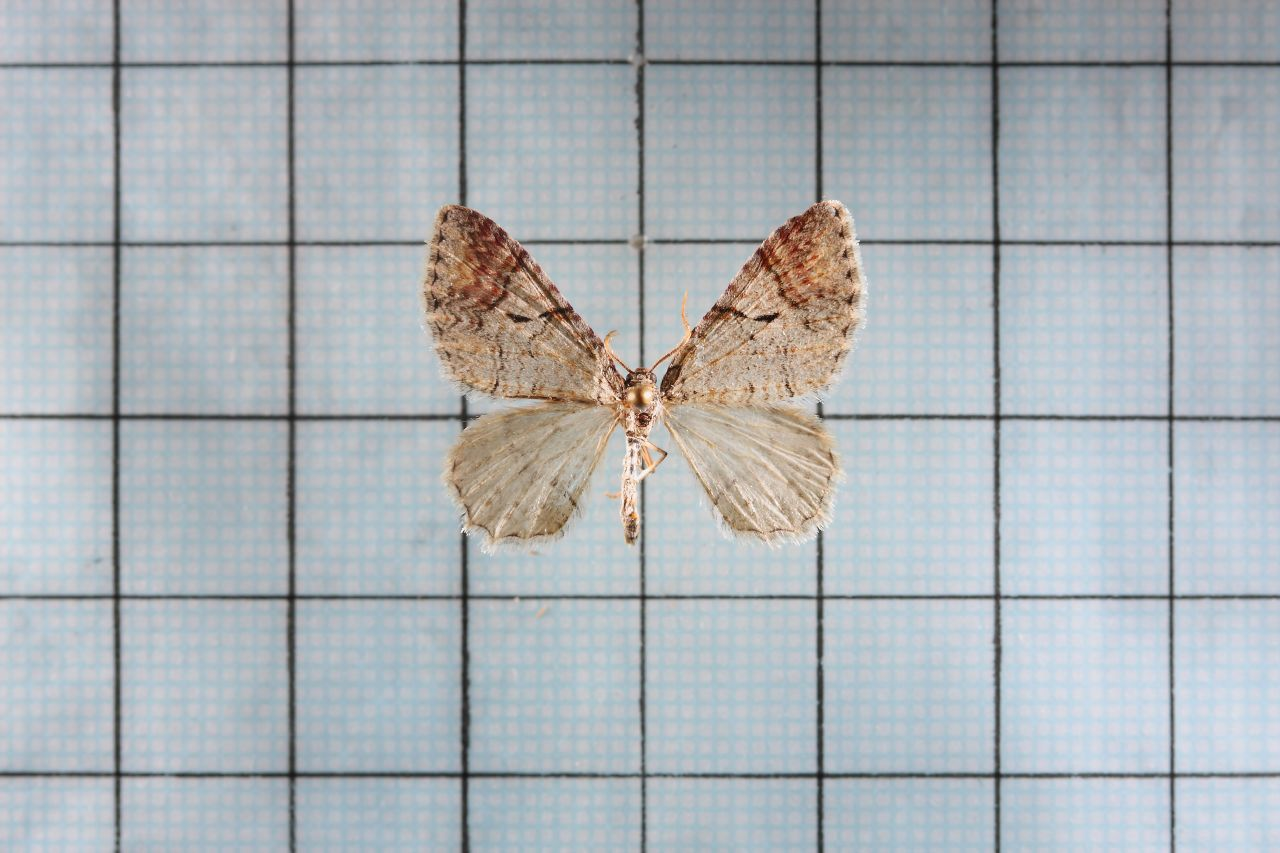
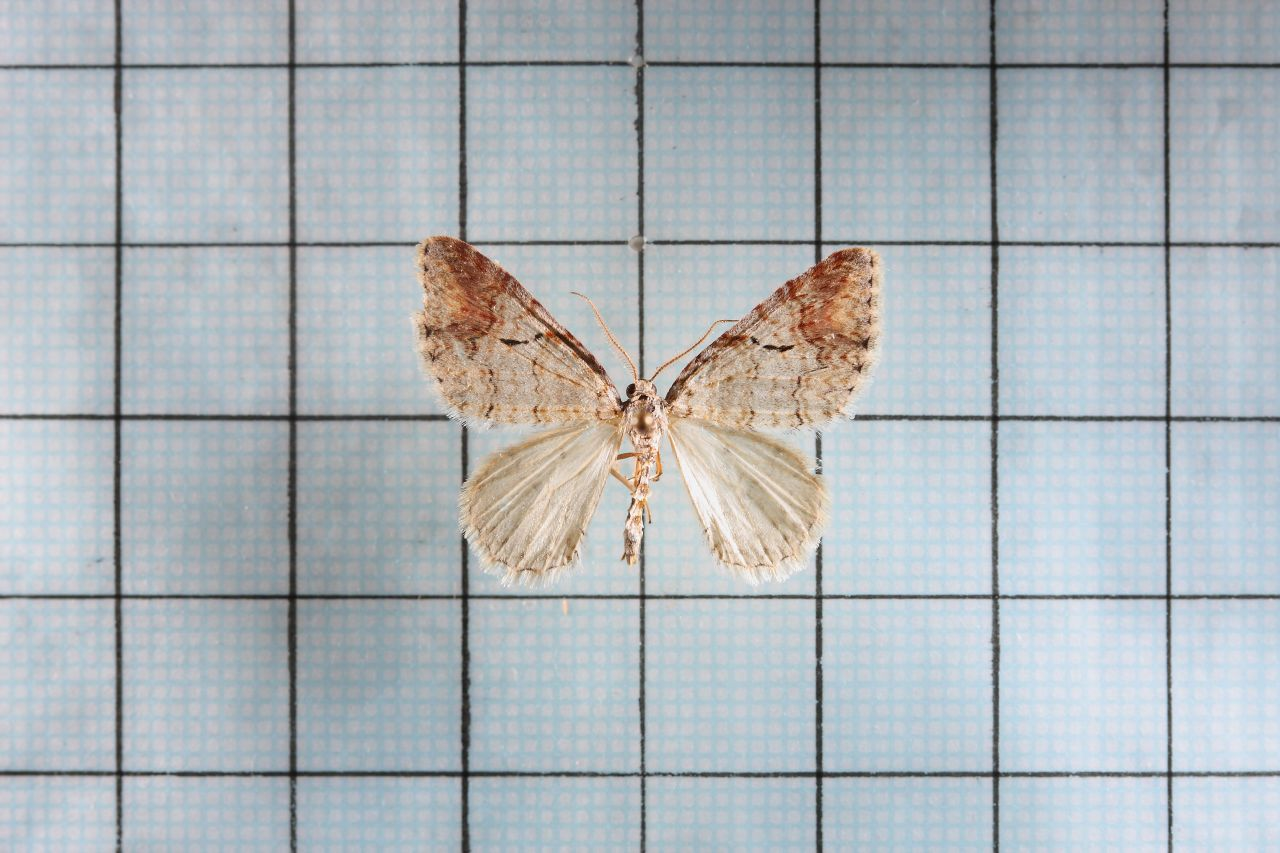